# Penelope Ann Miller
Penelope Andrea Miller (Los Angeles, 13 de janeiro de 1964), mais conhecida como Penelope Ann Miller,  é uma atriz americana.

## Filmografia

### Cinema
| Ano  | Título                         | Papel                 | Notas          |
| ---- | ------------------------------ | --------------------- | -------------- |
| 1986 | Hotshot                        | Mary                  |                |
| 1987 | Adventures in Babysitting      | Brenda                |                |
| 1988 | Biloxi Blues                   | Daisy                 |                |
| 1988 | Miles from Home                | Sally                 |                |
| 1988 | Big Top Pee-wee                | Winnie                |                |
| 1989 | Dead Bang                      | Linda                 |                |
| 1990 | Downtown                       | Lori Mitchell         |                |
| 1990 | The Freshman                   | Tina Sabatini         |                |
| 1990 | Awakenings                     | Paula                 |                |
| 1990 | Kindergarten Cop               | Joyce                 |                |
| 1991 | Other People's Money           | Kate Sullivan         |                |
| 1992 | Year of the Comet              | Margaret Harwood      |                |
| 1992 | The Gun in Betty Lou's Handbag | Betty Lou             |                |
| 1992 | Chaplin                        | Edna Purviance        |                |
| 1993 | Carlito's Way                  | Gail                  |                |
| 1994 | The Shadow                     | Margo Lane            |                |
| 1997 | The Relic                      | Dra. Margo Green      |                |
| 1997 | Little City                    | Rebecca               |                |
| 1998 | Break Up                       | Grace                 |                |
| 1998 | Outside Ozona                  | Earlene Demers        |                |
| 1999 | Chapter Zero                   | Cassandra             |                |
| 2000 | Lisa Picard Is Famous          | Ela mesma             |                |
| 2000 | Forever Lulu                   | Claire Clifton        |                |
| 2001 | Along Came a Spider            | Elizabeth Rose        |                |
| 2001 | Full Disclosure                | Michelle              |                |
| 2006 | Funny Money                    | Carol Perkins         |                |
| 2007 | The Messengers                 | Denise                |                |
| 2007 | The Deal                       | Laura Martin          |                |
| 2007 | Blonde Ambition                | Debra                 |                |
| 2008 | Free Style                     | Jeannette Bryant      |                |
| 2009 | Saving Grace B. Jones          | Bea Bretthorst        |                |
| 2010 | Flipped                        | Trina Baker           |                |
| 2011 | The Artist                     | Doris                 |                |
| 2011 | About Sunny                    | Louise                |                |
| 2013 | Saving Lincoln                 | Mary Todd Lincoln     |                |
| 2013 | Robosapien: Rebooted           | Joanna                |                |
| 2016 | The Birth of a Nation          | Elizabeth Turner      |                |
| 2016 | The Bronx Bull                 | Debbie Forrester      |                |
| 2017 | The Black Ghiandola            | Ghiandola Anita Aceto | Curta-metragem |
| 2018 | American Dresser               | Vera                  |                |
| 2020 | Adverse                        | Nicole                |                |
| 2022 | The Virgin of Highland Park    | Jessica               |                |
| 2024 | Reagan                         | Nancy Reagan          |                |
| 2024 | Murder at Hollow Creek         | Lori Rhodes           |                |

### Televisão
| Ano       | Título                                                 | Papel                 | Notas                                     |
| --------- | ------------------------------------------------------ | --------------------- | ----------------------------------------- |
| 1984      | Guiding Light                                          | Nancy O'Hara          | Episódio: "1.9412"                        |
| 1985      | Tales from the Darkside                                | Keena                 | Episódio: "Ring Around the Redhead"       |
| 1987      | The Facts of Life                                      | Kristen Morgan        | Episódio: "The Greek Connection"          |
| 1987      | Family Ties                                            | Joyce                 | Episódio: "Higher Love"                   |
| 1987      | The Popcorn Kid                                        | Gwen Stottlemeyer     | 6 episódios                               |
| 1987      | Miami Vice                                             | Jill Ryder            | Episódio: "Death and the Lady"            |
| 1987      | St. Elsewhere                                          | Laurel                | Episódio: "Ewe Can't Go Home Again"       |
| 1988      | Tales from Hollywood Hills: Closed Set                 | Tina                  | Filme de TV                               |
| 1989      | Great Performances                                     | Emily Webb            | Episódio: "Our Town"                      |
| 1991      | Morton & Hayes                                         | Jody                  | Episódio: "The Bride of Mummula"          |
| 1994      | Witch Hunt                                             | Kim Hudson            | Filme de TV                               |
| 1997      | The Last Don                                           | Nalene De Lena        | Episódio: "Part I"                        |
| 1997      | The Hired Heart                                        | Garnet Hadley         | Filme de TV                               |
| 1997      | Merry Christmas, George Bailey                         | Mary Hatch Bailey     | Filme de TV                               |
| 1998      | Rhapsody in Bloom                                      | Lilah Bloom           | Filme de TV                               |
| 1998      | The Wonderful World of Disney                          | Barbara Henry         | Episódio: "Ruby Bridges"                  |
| 1998      | The Closer                                             | Erica Hewitt          | 10 episódios                              |
| 1999      | Rocky Marciano                                         | Barbara Cousins       | Filme de TV                               |
| 1999      | Killing Moon                                           | Laura Chadwick        | Filme de TV                               |
| 2000      | All-American Girl: The Mary Kay Letourneau Story       | Mary Kay Letourneau   | Filme de TV                               |
| 2001      | Dodson's Journey                                       | Meredith Dodson       | Filme de TV                               |
| 2001      | A Woman's a Helluva Thing                              | Zane Douglas          | Filme de TV                               |
| 2002      | Dead in a Heartbeat                                    | Dra. Gillian Hayes    | Filme de TV                               |
| 2002      | A Nero Wolfe Mystery                                   | Lucy Valdon           | 2 episódios                               |
| 2002      | Scared Silent                                          | Kathy Clifson         | Filme de TV                               |
| 2003      | Rudy: The Rudy Giuliani Story                          | Donna Hanover         | Filme de TV                               |
| 2003-2004 | A Minute with Stan Hooper                              | Molly Hooper          | 13 episódios                              |
| 2003      | National Lampoon's Thanksgiving Family Reunion         | Pauline Snider        | Filme de TV                               |
| 2004      | Carry Me Home                                          | Harriet               | Filme de TV                               |
| 2005      | Personal Effects                                       | Bonnie Locke          | Filme de TV                               |
| 2005      | CSI: NY                                                | Rose Whitley          | Episódio: "What You See Is What You Get"  |
| 2005      | Desperate Housewives                                   | Fran Ferrara          | Episódio: "Coming Home"                   |
| 2006      | Vanished                                               | Jessica Nevins        | 9 episódios                               |
| 2008      | The Deadliest Lesson                                   | Gloria                | Filme de TV                               |
| 2009–2011 | Men of a Certain Age                                   | Sonia Tranelli        | 9 episódios                               |
| 2013-2014 | Mistresses                                             | Elizabeth Grey        | 10 episódios                              |
| 2015      | American Crime                                         | Eve Carlin            | 11 episódios                              |
| 2016      | Broken                                                 | Elizabeth Hamilton    | Filme de TV                               |
| 2017      | New York Prison Break: The Seduction of Joyce Mitchell | Joyce Mitchell        | Filme de TV                               |
| 2018      | Riverdale                                              | Sra. Wright           | Episódio: "Chapter Thirty-Six: Labor Day" |
| 2018      | Criminal Minds                                         | Dra. Elizabeth Rhodes | Episódio: "Flesh and Blood"               |
| 2019      | The College Admissions Scandal                         | Caroline DeVere       | Filme de TV                               |
| 2022      | Dahmer – Monster: The Jeffrey Dahmer Story             | Joyce Dahmer          | 3 episódios                               |

## Teatro
| Ano  | Título            | Papel          | Notas        |
| ---- | ----------------- | -------------- | ------------ |
| 1985 | Biloxi Blues      | Daisy Hannigan | Broadway     |
| 1987 | Moonchildren      | Ruth           | Off-Broadway |
| 1988 | Our Town          | Emily Webb     | Broadway     |
| 1995 | On the Waterfront | Edie Doyle     | Broadway     |